# 日本—南非關係
日本－南非關係，是指歷史上的日本和南非，以至當代日本國和南非共和國之間的雙邊關係。兩國早在17世紀便有商貿往來，並在1910年建立外交關係。日本亦是南非的重要商貿夥伴之一。2012年，南非是日本在非洲的最大貿易國。

## 歷史
日本和南非的關係，可追溯至1643年開普敦發現者扬·范·里贝克抵達長崎出島。荷蘭東印度公司駐日代表揚·范·恩薩或克陪同里贝克出訪。七年後，里贝克提議賣出南非野生動物到日本。
1898年，南非首間日資商店「天皇商店」在開普敦開業，直至1942年因財產被南非政府充公而結業。1904年，另一日資小型商店亦在日本政府援助下在德班開業。1910年，日本和南非建立外交關係。八年後，日本在開普敦設立領事館。在南非種族隔離時期，日本是少數與南非有外交關係的亞洲國家之一。而在當時移民南非的日本人更可獲「榮譽白人」的身份，除不具有投票權和被選權外，在南非的其他待遇與白人無異。
1992年6月，時任南非國家總統弗雷德里克·威廉·德克勒克訪日，成為首位訪日的南非國家元首。1994年，日本和南非建立全面外交關係，但與此同時，兩國更大的合作空間卻因本國官僚及體制衝突而有所限制。2001年1月，時任日本首相森喜朗訪問南非，成為首位訪問南非的日本政府首腦。
2014年11月14日，時任日本首相安倍晉三在澳洲布里斯本舉行之二十國集團峰會與時任南非總統雅各布·祖馬會面。安倍晉三在會面中表示，計劃加強與南非之間的戰略合作關係，並在國際問題上合作；並表示關注南非的國家發展計劃及南非「南北走廊」的發展，願意以日本之技術和人才協助南非興建基建。而祖馬則向安倍晉三表示希望日本可在非洲的基建和能源方面協助，並希望更多日本公司可在非洲擴展業務。

## 經貿關係
日本是南非主要的貿易夥伴之一。2012年日本是南非第三大出口國，亦是南非第四大入口國。而南非則是日本在非洲的最大貿易夥伴。2012年，南非向日本出口額為64億美元，而日本向南非出口額則為41億美元。其中日本主要向南非出口稀有金属、运输设备（汽车及零部件），而南非剛主要向日本出口机械、汽车配件等。另外，有108家日本企業在南非注資，其中包括豐田汽車、日產汽車、三菱商事、三井物產和住友集團。
日本向南非有償援助201.45億日圓、無償援助133.99億日圓、提供技術協作項目104.15億日圓。
日本和南非兩國在1963年4月6日簽訂郵政協定。其後在1994年3月8日簽訂航空協定、在1997年3月7日簽訂租稅條約及在2012年7月3日簽訂海關互助協定。

## 文化關係
2001年1月，日本開始派遣青年海外協力隊赴南非。其後，日本和南非亦在2003年8月28日簽訂科学技術協力協定，及在2011年6月2日簽訂技術協力協定。
南非比勒陀利亞大學和開普敦設有日語學校。

## 外部連結
- 日本駐南非大使館 （页面存档备份，存于）
- 南非駐日大使館 （页面存档备份，存于）